# Sky Sports News
Sky Sports News (SSN) è un canale televisivo tematico britannico all news dedicato alle notizie sportive prodotto da BSkyB.

## Storia
Sky Sports News nasce il 1º ottobre 1998. Il 10 aprile 2000, il canale viene rinominato in Sky Sports.com TV, in conseguenza al lancio del sito web SkySports.com.
Il .com TV viene eliminato dal nome e dalle grafiche del canale il 1º luglio 2001 e quindi viene rinnovata ancora la grafica.
Nell'aprile 2002, Sky Sports News subisce l'ennesimo restyling, che coinvolge anche alcune parti dello studio.
Nel 2004, Sky Sports News rinnova la propria immagine, mentre programmi come Ford Sports Centre vengono cancellati e sostituiti da altri programmi come Sky Sports Now, Sky Sports Today, Sports Saturday, Sports Sunday, Good Morning Sports Fans, Through the Night, News HQ at 5, News HQ at 6, Gillette Soccer Special, Goals Express, Today's Goals Now e Sky Sports News at Ten.
Il 12 agosto 2014 Sky Sports News diventa Sky Sports News HQ. Per l'occasione viene inaugurato un nuovo studio, molto più grande del precedente e circondato da un video wall di 18 m². Di conseguenza vengono rinnovate le grafiche e viene trasferito al canale 401.
In conseguenza al rebrand dei canali Sky Sports, il 18 luglio 2017 il canale torna a chiamarsi Sky Sports News e si sposta al canale 409.